# Йоркширская трагедия
«Йоркши́рская траге́дия» (англ. A Yorkshire Tragedy) — небольшая английская бытовая драма начала XVII века, приписывавшаяся Уильяму Шекспиру. Настоящий автор неизвестен; из наиболее вероятных кандидатов литературоведы чаще других называют Томаса Мидлтона. Не исключено, что эта пьеса, быстро написанная на злобу дня, была создана несколькими авторами сообща, как часто практиковалось в елизаветинской драматургии.

## Публикации
2 мая 1608 года известный своей недобросовестностью издатель и продавец книг Томас Павиэр зарегистрировал в реестре гильдии книгоиздателей попавшую к нему рукопись «Йоркширской трагедии» как произведение Шекспира — писателя, находившегося в те годы на пике популярности и пользовавшегося спросом.
Вскоре в том же году Павиэр напечатал пьесу в виде 16-страничной брошюры ин-кварто со следующим заглавием: «Йоркширская трагедия, не столь новая, сколь прежалостная и правдивая. Игралась актёрами короля в Глобусе. Написана У. Шекспиром». В издании также сообщается, что трагедия была частью спектакля, состоявшего из дававшихся подряд четырёх коротких пьес (остальные три не названы).
В дальнейшем пьеса издавалась как произведение Шекспира в составе так называемого Ложного фолио (1619), во втором издании Третьего фолио (1664) и в Четвёртом фолио (1685).
Современные исследователи допускают, что «Йоркширская трагедия» действительно исполнялась актёрами шекспировской труппы, но не находят никаких существенных оснований считать её (полностью или частично) сочинением Шекспира.
На русском языке пьеса публиковалась в вольном прозаическом переводе Павла Каншина (1893); в оригинале она написана смесью стихов и прозы.

## Источник сюжета

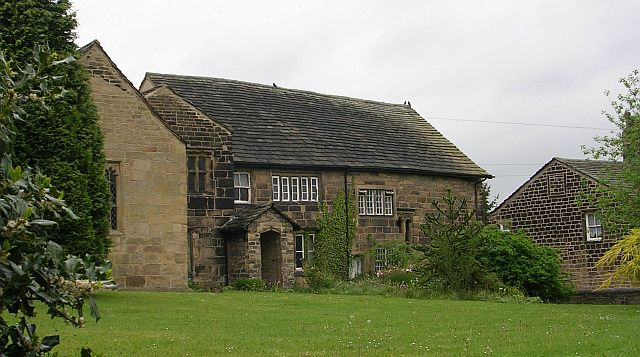
Особняк Колверли-холл, место трагедии

В основе фабулы — громкое уголовное дело о домашнем насилии, произошедшее в графстве Йоркшир.
Молодой сквайр из старинного рода Уолтер Колверли рано осиротел; его опекуном был назначен влиятельный аристократ сэр Уильям Брук. Под давлением опекуна Уолтер расстался с любимой девушкой, на которой намеревался жениться, и взял в жёны племянницу сэра Уильяма, Филиппу Брук (1585—1613). У них родилось трое детей: Уильям (1601—1605), Уолтер (1603—1605) и Генри (1604—1661).
Супруги не нравились друг другу, брак был для них мучением. Муж пил и играл на деньги, влезая в долги и закладывая земли. 23 апреля 1605 года он в пьяном исступлении напал с ножом на жену и детей, зарезав двух сыновей — четырёхлетнего Уильяма и полуторагодовалого Уолтера; раненая Филиппа выжила — удар ножа задержали пластины её корсета.
Продолжая бушевать, Уолтер сбросил с лестницы служанку и велел слуге доставить ему младшего сына Генри, который в это время находился с кормилицей в соседней деревне. Когда слуга отказался выполнить приказ, Уолтер сел на коня и ускакал из поместья. Власти отправили за ним погоню. Уолтер был пойман, его судили и приговорили к казни, приведя приговор в исполнение 5 августа 1605 года.
Дело получило большую известность и широко обсуждалось. Были выпущены две брошюры с изложением обстоятельств преступления и описанием казни преступника, а также баллада, излагавшая историю Уолтера в стихах (последнюю издал тот же Томас Павиэр); помимо «Йоркширской трагедии», случай лёг в основу пьесы «Несчастья насильственного брака» Джорджа Уилкинса (соавтор Шекспира в «Перикле»), изданной в 1607 году.

## Содержание пьесы
В трагедии большинство персонажей безымянны и называются просто Муж, Жена, Ребёнок и так далее. Таким образом, действующие лица несколько отделяются от своих реальных прототипов, приобретают некоторую обобщённость, приближаясь к отвлечённым фигурам старинных моралите.
Муж, в юности подававший надежды, постепенно погрузился в беспутство. Он привержен пьянству и азартным играм, проматывает деньги, поносит и бьёт кроткую Жену.
Жена, родственники, знакомые — пытаются усовестить Мужа, помочь ему исправить себя и наладить жизнь, но тщетно. Сам Муж, в минуту просветления сознающий, что занимается саморазрушением, объясняет своё поведение в духе «Беса противоречия» Эдгара По:

О, если бы нам, вместо порока, запрещена была добродетель, какие мы все были бы добродетельные, потому что самой природе человека свойственно любить именно то, что запрещено! Если бы пьянство не считалось предосудительным, кто захотел бы напиваться по-скотски до потери образа человеческого и, подобно свинье, в глупейших корчах валяться в грязи, служа посмешищем для прохожих?.. Что особенного в трёх маленьких костях, бросаемых на маленький столик? a между тем они заставляют отца семейства, джентльмена и в душе и по происхождению, дрожащею рукою выбрасывать эти кости, пуская в то же время на ветер своё состояние, и обрекать собственное потомство на нищету, на воровство, на страдания и на пороки?
Оригинальный текст (англ.)…oh, would vertue had been forbidden! we should then have proved all vertuous, for tis our blood to love that were forbidden. Had not drunkenness been forbidden, what man would have been fool to a beast, and Zany to a swine, to show tricks in the mire? what is there in three dice to make a man draw thrice three thousand acres into the compass of a round little table, and with the gentlemans palsy in the hand shake out his posterity thieves or beggars?

Доведя себя до безысходного, бешеного отчаяния, Муж совершает убийства и бежит, но падает с лошади и попадает в руки преследователей. Встречаясь с раненой Женой в последний раз и слыша её полные жалости слова, видя окровавленные трупы детей, он проникается запоздалым раскаянием и, обливаясь слезами, уходит в тюрьму ждать казни.

## Постановки
Несмотря на признававшиеся критиками (в частности, Августом Шлегелем) достоинства — элементы психологизма, реалистичный показ не «высокой», а обыкновенной жизненной трагедии в заурядной семье среднего класса — пьеса привлекала к себе сравнительно мало внимания.
Небольшое оживление интереса к ней наметилось со второй половины XX века. «Йоркширская трагедия» ставилась на сцене в 1958 году в Бирмингеме, в 1987 и 2010 годах — в Лондоне.